# ITTF World Tour 2018
Die ITTF World Tour fand 2018 in ihrer 23. Austragung statt. Sie begann am 16. Januar mit den Hungarian Open in Budapest und endete am 16. Dezember mit den Grand Finals in Incheon.

## Modus
Die teilnehmenden Spieler können in 12 verschiedenen Qualifikationsturnieren spielen, die in zwei Kategorien – World Tour und World Tour Platinum – eingeteilt sind. In jedem Turnier gibt es für Männer und Frauen je einen Einzel- und Doppelwettbewerb. Optional ist ein Wettbewerb für U-21-Spieler und/oder gemischte Doppel. Je nach Kategorie und erreichter Platzierung werden Punkte verteilt, wobei die Spieler mit den meisten Punkten sich für die Grand Finals qualifizieren. Ein Platz ist für einen Spieler bzw. ein Doppel des Gastgeberlandes der Grand Finals reserviert, falls jemand vorhanden ist, der die Teilnahmekriterien erfüllt.
Davon unabhängig finden zusätzlich neun Turniere der Challenge Series statt.
| Punkte- verteilung | World Tour Platinum (6×) | World Tour Platinum (6×) | World Tour Platinum (6×) | World Tour (6×) | World Tour (6×) | World Tour (6×) |
| Punkte- verteilung | Einzel                   | Doppel/ Mixed            | U-21                     | Einzel          | Doppel/ Mixed   | U-21            |
| Platz 1            | 500                      | 300                      | 300                      | 250             | 200             | 200             |
| Platz 2            | 300                      | 150                      | 150                      | 125             | 100             | 100             |
| Halbfinale         | 200                      | 75                       | 75                       | 63              | 50              | 50              |
| Viertelfinale      | 100                      | 38                       | 38                       | 31              | 25              | 25              |
| Achtelfinale       | 50                       | 19                       | 19                       | 16              | 13              | 13              |
| letzte 32          | 25                       | –                        | 9                        | 8               | –               | 6               |

## Turniere
Sechs Turniere fanden in Asien statt (inkl. Grand Finals), sechs in Europa und eines in Ozeanien.
| World Tour Platinum | World Tour | Grand Finals |

| Nr. | Turnier         | Ort            | Datum         | Gewinner Männer    | Gewinner Männer                  | Gewinner Männer | Gewinnerinnen Frauen | Gewinnerinnen Frauen      | Gewinnerinnen Frauen | Gewinner Mixed              | Preis- geld |
| Nr. | Turnier         | Ort            | Datum         | Einzel             | Doppel                           | U-21            | Einzel               | Doppel                    | U-21                 | Gewinner Mixed              | Preis- geld |
| --- | --------------- | -------------- | ------------- | ------------------ | -------------------------------- | --------------- | -------------------- | ------------------------- | -------------------- | --------------------------- | ----------- |
| 1   | Hungarian Open  | Budapest       | 16.1.–21.1.   | Fan Zhendong       | Fan Zhendong Yu Ziyang           | Lin Yun-Ju      | Wang Manyu           | Chen Xingtong Sun Yingsha | Chen Ke              | –                           | $ 150.000   |
| 2   | Qatar Open      | Doha           | 6.3.–11.3.    | Fan Zhendong       | Fan Zhendong Xu Xin              | Xue Fei         | Liu Shiwen           | Chen Ke Wang Manyu        | Zhang Rui            | –                           | $ 235.000   |
| 3   | German Open     | Bremen         | 20.3.–25.3.   | Ma Long            | Ma Long Xu Xin                   | Joé Seyfried    | Kasumi Ishikawa      | Hina Hayata Mima Itō      | Saki Shibata         | –                           | $ 235.000   |
| 4   | Hong Kong Open  | Hongkong       | 22.5.–27.5.   | Kazuhiro Yoshimura | Ho Kwan Kit Wong Chun Ting       | Lin Yun-Ju      | Wang Manyu           | Chen Xingtong Sun Yingsha | Wang Yidi            | –                           | $ 145.000   |
| 5   | China Open      | Shenzhen       | 29.5.–3.6.    | Ma Long            | Fan Zhendong Lin Gaoyuan         | –               | Wang Manyu           | Ding Ning Zhu Yuling      | –                    | Lin Gaoyuan Chen Xingtong   | $ 346.000   |
| 6   | Japan Open      | Kitakyūshū     | 6.6.–10.6.    | Tomokazu Harimoto  | Jung Young-sik Lee Sang-su       | –               | Mima Itō             | Gu Yuting Mu Zi           | –                    | Liang Jingkun Chen Xingtong | $ 170.000   |
| 7   | Korea Open      | Daejeon        | 17.7.–22.7.   | Jang Woojin        | Jang Woojin Lim Jonghoon         | Ham Yu-song     | Zhu Yuling           | Chen Meng Ding Ning       | Miyuu Kihara         | Jang Woojin Cha Hyo Sim     | $ 266.000   |
| 8   | Australian Open | Geelong        | 24.7.–29.7.   | Xu Xin             | Jung Young-sik Lee Sang-su       | –               | Liu Shiwen           | Hina Hayata Mima Itō      | –                    | Lee Sang-su Jeon Jihee      | $ 316.000   |
| 9   | Bulgaria Open   | Panagjurischte | 14.8.–19.8.   | Xu Xin             | Ma Long Xu Xin                   | Lin Yun-Ju      | Ding Ning            | Kasumi Ishikawa Mima Itō  | Wang Yidi            | –                           | $ 160.000   |
| 10  | Czech Open      | Olmütz         | 21.8.–26.8.   | Zheng Peifeng      | Patrick Franziska Jonathan Groth | Yūto Kizukuri   | Kasumi Ishikawa      | Liu Gaoyang Zhang Rui     | Wang Yidi            | –                           | $ 160.000   |
| 11  | Swedish Open    | Stockholm      | 29.10.–4.11.  | Fan Zhendong       | Liao Cheng-Ting Lin Yun-Ju       | Cho Seung-min   | Mima Itō             | Chen Xingtong Sun Yingsha | Choi Hyojoo          | –                           | $ 150.000   |
| 12  | Austrian Open   | Linz           | 6.11.–11.11.  | Liang Jingkun      | Masataka Morizono Yūya Ōshima    | –               | Chen Meng            | Hina Hayata Mima Itō      | –                    | Xu Xin Liu Shiwen           | $ 251.000   |
| 13  | Grand Finals    | Incheon        | 13.12.–16.12. | Tomokazu Harimoto  | Jang Woojin Lim Jonghoon         | –               | Chen Meng            | Hina Hayata Mima Itō      | –                    | Wong Chun Ting Doo Hoi Kem  | $ 1.001.000 |

## Challenge Series
Sechs Turniere finden in Europa statt, zwei in Asien und eins in Afrika.
| Nr. | Ort         | Datum         | Gewinner Männer   | Gewinner Männer                | Gewinner Männer | Gewinnerinnen Frauen | Gewinnerinnen Frauen                 | Gewinnerinnen Frauen | Preis- geld |
| Nr. | Ort         | Datum         | Einzel            | Doppel                         | U-21            | Einzel               | Doppel                               | U-21                 | Preis- geld |
| --- | ----------- | ------------- | ----------------- | ------------------------------ | --------------- | -------------------- | ------------------------------------ | -------------------- | ----------- |
| 1   | Spała       | 13.3.–17.3.   | Lim Jonghoon      | Jung Young-sik Lee Sang-su     | Marek Badowski  | Yang Ha-eun          | Jeon Jihee Yang Ha-eun               | Kim Jiho             | $ 40.000    |
| 2   | Guadalajara | 28.3.–1.4.    | Kim Minhyeok      | An Jaehyun Cho Seung-min       | Cho Seungmin    | Saki Shibata         | Honoka Hashimoto Hitomi Satō         | Saki Shibata         | $ 40.000    |
| 3   | Otočec      | 2.4.–6.4.     | Mizuki Oikawa     | Marek Badowski Patryk Zatowka  | Bence Majoros   | Miyu Katō            | Ng Wing Nam Soo Wai Yam Minnie       | Saki Shibata         | $ 40.000    |
| 4   | Zagreb      | 10.4.–14.4.   | Panagiotis Gionis | Nándor Ecseki Ádám Szudi       | Anders Lind     | Saki Shibata         | Honoka Hashimoto Hitomi Satō         | Saki Shibata         | $ 40.000    |
| 5   | Bangkok     | 16.5.–20.5.   | Xu Ruifeng        | Tobias Hippler Kilian Ort      | Yuta Tanaka     | Liu Shiwen           | Orawan Paranang Suthasini Sawettabut | Saki Shibata         | $ 40.000    |
| 6   | Pjöngjang   | 13.6.–17.6.   | Pak Sin Hyok      | Ji Jiale Liu Yebo              | Cao Wei         | Kim Song-i           | Cha Hyo Sim Kim Nam Hae              | Guo Yuhan            | $ 40.000    |
| 7   | Lagos       | 8.8.–12.8.    | Quadri Aruna      | Alexandre Robinot Joé Seyfried | Wang Shaobo     | Guo Yan              | Qi Fenjie Sun Chen                   | Guo Yan              | $ 40.000    |
| 8   | De Haan     | 23.10.–27.10. | Park Ganghyeon    | An Jaehyun Cho Seung-min       | Shunsuke Togami | Saki Shibata         | Satsuki Odo Saki Shibata             | Kim Youjin           | $ 40.000    |
| 9   | Minsk       | 14.11.–18.11. | Zhao Zihao        | Kakeru Sone Yuta Tanaka        | Zhao Zihao      | Saki Shibata         | Satsuki Odo Saki Shibata             | He Aige              | $ 40.000    |